# Château Rondolino
 (mars 2025).
Le château Rondolino (en italien : Castello Rondolino) est un château situé dans la commune de Cavaglià au Piémont, en Italie.

## Histoire
Le château est le résultat d'une reconstruction de style néogothique réalisée à la fin du XIXe siècle à la demande de la famille Rondolino,.

## Description
Le bâtiment se compose de trois parties : un corps central à base quadrangulaire, une tour et une structure séparée mais reliée à la partie principale, reprenant la forme d'une cour agricole,. Le corps central et la tour se distinguent par un couronnement crénelé.

## Galerie

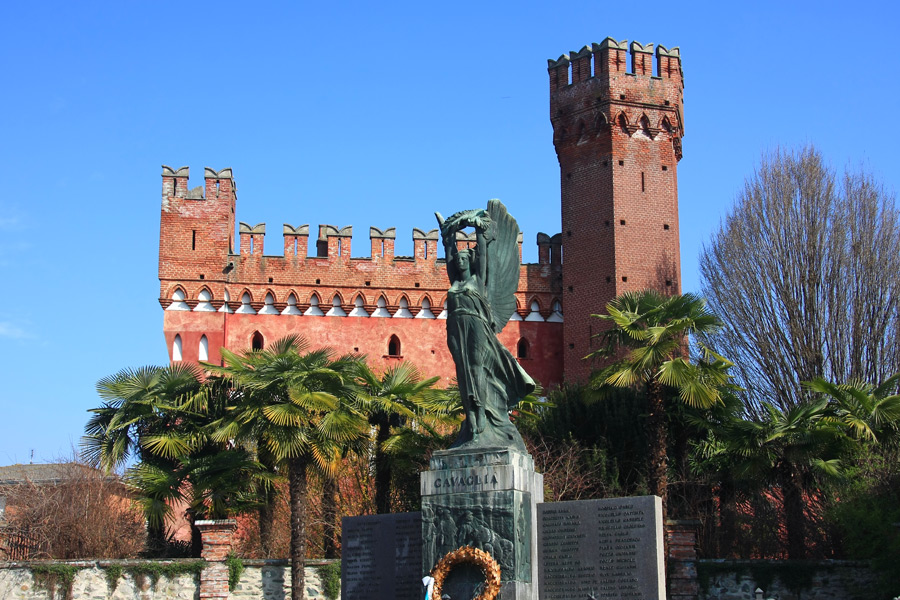
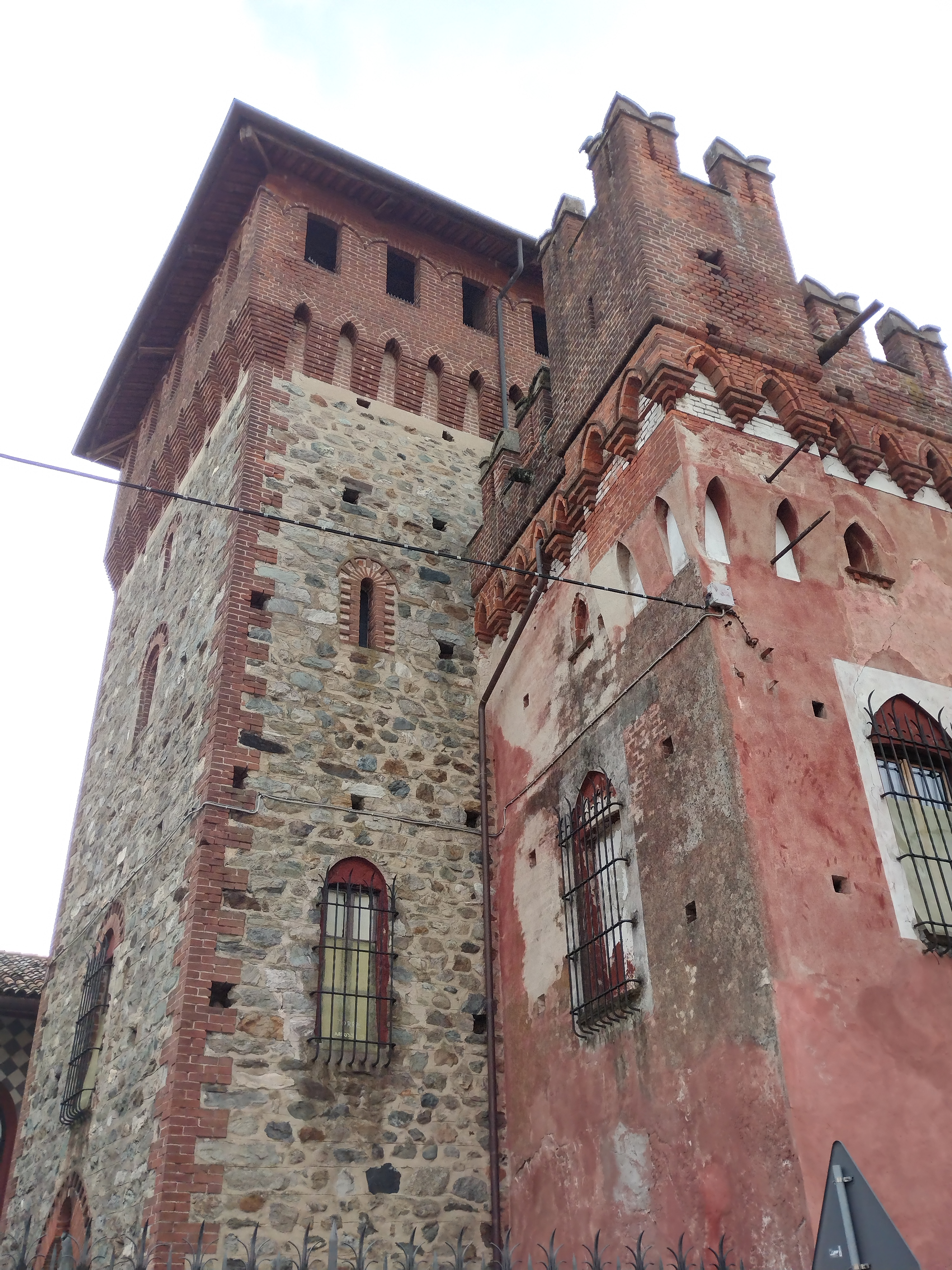
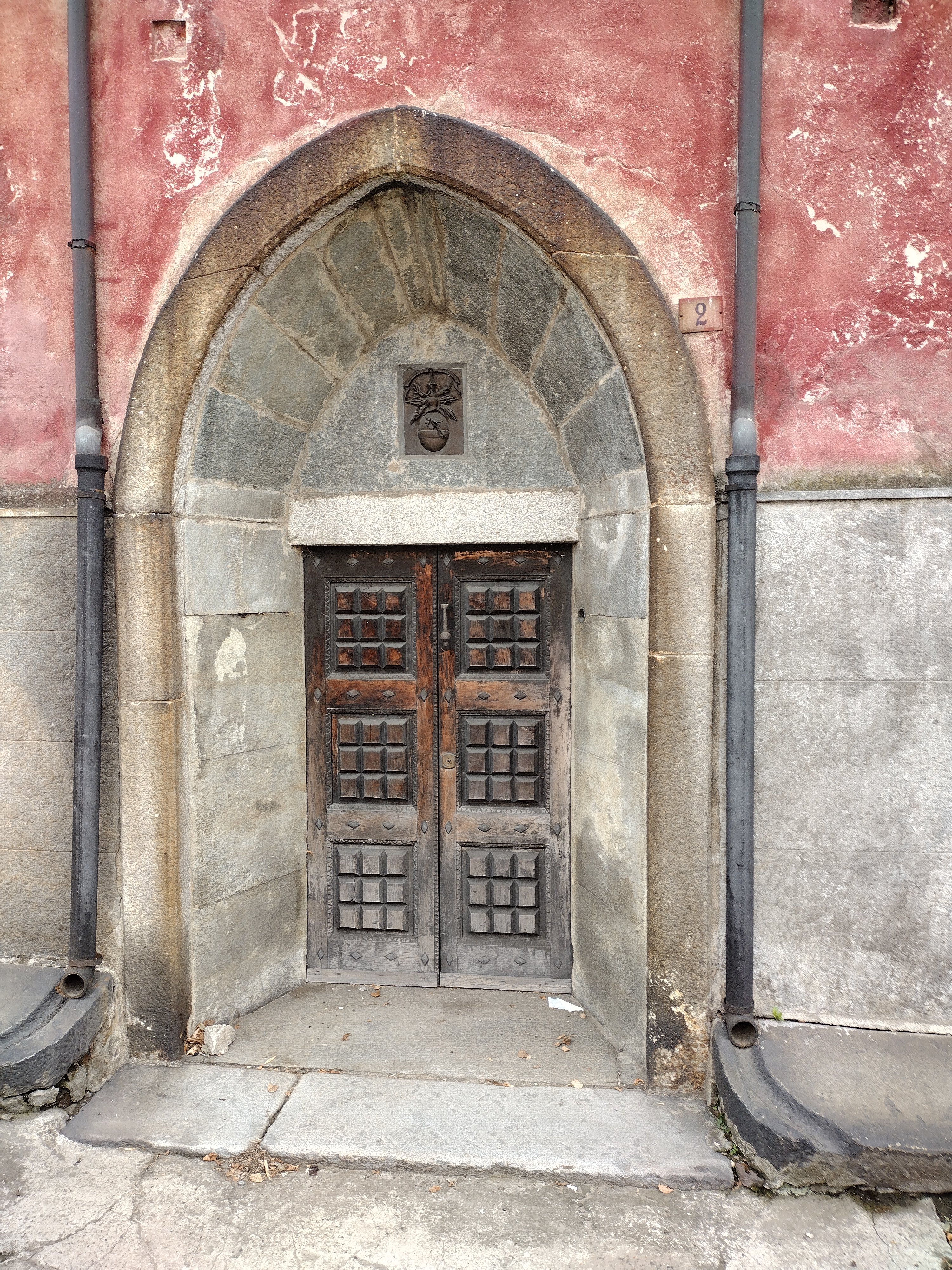